# Dominique Dunne
Dominique Ellen Dunne (23 tháng 11 năm 1959 – 4 tháng 11 năm 1982) là một nữ diễn viên người Mỹ. Cô bắt đầu sự nghiệp với sự có mặt trong một số phim truyền hình và bộ phim truyền hình dài tập của cuối những năm 70 - đầu những năm 80. Sau đó, cô có bước đột phá khi tham gia bộ phim kinh dị Poltergeist (1982) với vai Dana Freeling. Dunne tiếp tục xuất hiện trong một vài bộ phim sau đó trước khi bị sát hại và qua đời ở tuổi 22.

## Cuộc đời và sự nghiệp

### Gia đình
Dunne sinh ra ở Santa Monica, California, là con út của Ellen Beatriz Griffin, một nữ thừa kế trang trại và Dominick Dunne, một nhà văn và nhà sản xuất. Dunne có tổ tiên là người Ireland và Mexico, cha cô sinh ra và lớn lên trong một gia đình Công giáo Ireland với ông ngoại cô là người Mỹ gốc Ireland và bà ngoại cô là người Mexico đến từ Sonora, Mexico. Dunne có hai anh trai, Alexander và Griffin Dunne, là một diễn viên, nhà sản xuất và đạo diễn. Cô cũng là cháu gái của hai tiểu thuyết gia John Gregory Dunne và Joan Didion. Cha mẹ đỡ đầu của cô là Maria Cooper-Janis, con gái của diễn viên Gary Cooper và Veronica Cooper, và nhà sản xuất Martin Manulis. Cha mẹ cô ly hôn vào năm 1967.
Bên cạnh ảnh hưởng của gia đình Dunne, nhiều ngôi sao điện ảnh và người nổi tiếng của thập niên 50 và 60 là bạn của cha mẹ cô và là khách quen thường xuyên tại nhà của gia đình cô. Một số nữ diễn viên yêu thích của cô là Julie Andrews, Jane Fonda, Susan Hayward và Natalie Wood, một người bạn thân của gia đình cô.

### Sự nghiệp
Sau một năm du học ở Ý, vai diễn đầu tiên của Dunne là trong bộ phim truyền hình năm 1979, Diary of a Teenage Hitchhiker. Sau đó, cô nhận các vai phụ trong các tập phim truyền hình nổi tiếng thập niên 1980, như Lou Grant, Family, Hart to Hart và Fame. Dunne cũng có một vai định kỳ trong bộ phim truyền hình hài kịch Breaking Away, và cô cũng xuất hiện trong một số bộ phim truyền hình khác.
Sau khi xuất hiện trên truyền hình, năm 1981, Dunne được chọn tham gia bộ phim kinh dị siêu nhiên Poltergeist với vai chính Dana Freeling, cô con gái tuổi teen của một cặp vợ chồng có gia đình bị khủng bố bởi những hồn ma độc ác. Phim do Steven Spielberg sản xuất và Tobe Hooper đạo diễn, và là phim điện ảnh đầu tay của cô. Poltergeist được chiếu rạp vào năm 1982, đánh dấu cả vai chính đầu tiên và lần xuất hiện duy nhất của cô trong một bộ phim chiếu rạp. Phim trở thành một thành công lớn về mặt phê bình và thương mại, trở thành bộ phim có doanh thu cao thứ tám trong năm 1982. Dunne được dự định để đóng trong các phần tiếp theo của phim, nhưng cô đã qua đời trước khi việc sản xuất các phần tiếp theo được thực hiện; Poltergeist II: The Other Side, được quay vào năm 1985 và phát hành năm 1986, phim được giải thích sự vắng mặt của nhân vật của cô bằng cách nói rằng cô ấy đã đi học đại học.
Sau khi tiếp tục đóng phim và trước khi bị sát hại, Dunne đã tham gia miniseries V (1983); tuy nhiên, cô đã qua đời giữa chừng khi quay phim và được thay thế bởi nữ diễn viên Blair Tefkin.

## Các phim đã đóng
| Năm       | Phim                             | Vai diễn                | Ghi chú                                                                                              |
| --------- | -------------------------------- | ----------------------- | --- |
| 1979      | Diary of a Teenage Hitchhiker    | Cathy Robinson          | Phim truyền hình                                                                                     |
| 1979–1980 | Lou Grant                        | 2 vai                   | Tập: "Kidnap", "Goop"                                                                                |
| 1980      | Family                           | Erica                   | Tập: "When The Bough Breaks"                                                                         |
| 1980      | Valentine Magic on Love Island   | Cheryl                  | Phim truyền hình                                                                                     |
| 1980–1981 | Breaking Away                    | Paulina Bornstein       | 4 tập                                                                                                |
| 1981      | The Haunting of Harrington House | Polly Ames              | Tập phim thuộc chuơng trình truyền hình "CBS Children's Mystery Theatre"                             |
| 1981      | Unit Four                        | Tracey Phillips         | Phim truyền hình                                                                                     |
| 1981      | The Day the Loving Stopped       | Judy Danner             | Phim truyền hình                                                                                     |
| 1982      | Fame                             | Tracy                   | Tập: "Street Kid"                                                                                    |
| 1982      | Hart to Hart                     | Christy Ferrin          | Tập: "Hart, Line, and Sinker"                                                                        |
| 1982      | Poltergeist                      | Dana Freeling           | Phim chiếu rạp                                                                                       |
| 1982      | The Shadow Riders                | Sissy Traven            | Phim truyền hình                                                                                     |
| 1982      | CHiPs                            | Amy Kent                | Tập: "Meet the New Guy"                                                                              |
| 1982      | The Quest                        | Cô gái người Ý          | Tập: "He Stole-a My Art"                                                                             |
| 1982      | Hill Street Blues                | Mẹ của đứa bé bị bỏ rơi | Tập: "Requiem for a Hairbag"                                                                         |
| 1983      | V                                | Robin Maxwell           | Phần 1 - Cô chỉ xuất hiện trong một phân cảnh được lưu trữ. Phim được dành riêng để tưởng nhớ đến cô |